# Ruda Nyża
Ruda Nyża – jaskinia, a właściwie schronisko, w Dolinie Kondratowej w Tatrach Zachodnich. Wejście do niej znajduje się u podstawy ściany Długiego Giewontu, w jego zachodniej części, w pobliżu Szczerby, na wysokości 1815 metrów n.p.m. Długość jaskini wynosi 9 metrów, a jej deniwelacja 5,5 metrów.

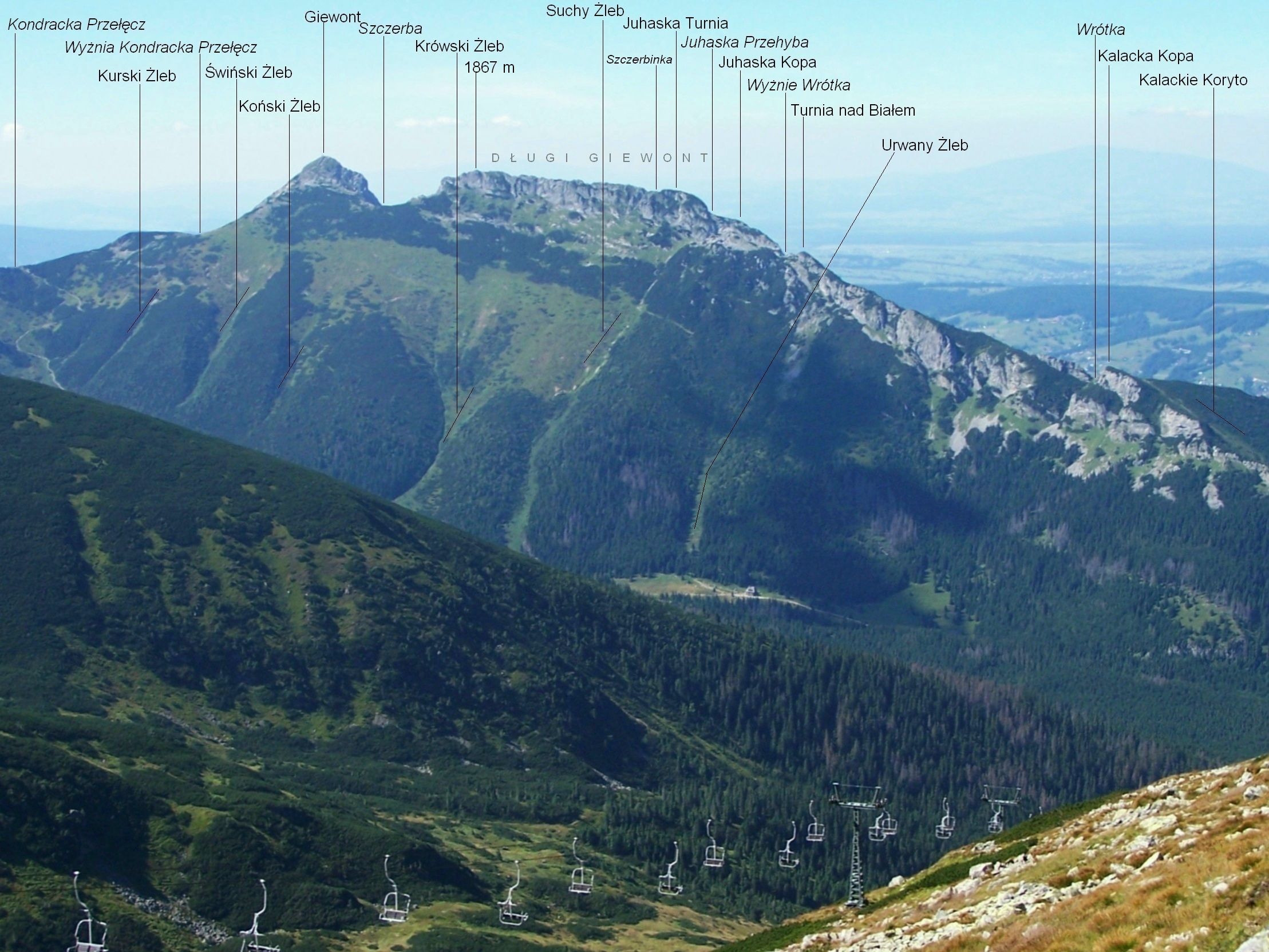
Długi Giewont od strony Doliny Kondratowej

## Opis jaskini
Jaskinię stanowi niewielka nyża o wznoszącym się dnie, do której prowadzi podłużny, szczelinowy otwór wejściowy. Odchodzą od niej dwa krótkie, szczelinowe korytarzyki.

## Przyroda
W jaskini brak jest nacieków. Na ścianach rosną glony, mchy i porosty o rudej barwie. Stąd nazwa jaskini.

## Historia odkryć
Jaskinia była prawdopodobnie znana od dawna. Jej pierwszy plan i opis sporządziła I. Luty przy pomocy M. Kropiwnickiej w 1979 roku.